# 佐野七五三之助
佐野 七五三之助（さの しめのすけ、天保7年〈1836年〉 - 慶応3年6月14日〈1867年7月15日〉）は、新選組隊士。諱は重之。前名は寺西 蔵之丞。
尾張名古屋藩出身。尾張国（現在の愛知県）海東郡須成村の神職・寺西伊予守家班の嫡子として生まれる。嘉永3年（1850年）に父が死去すると、尊皇攘夷を志し名前を佐野七五三之助と改めて江戸へ出奔。文久3年（1863年）頃に横浜の外人居留地警備の役目を担った時、伊東甲子太郎や篠原泰之進らと出会う。
元治元年（1864年）10月に新選組に入隊し、四番組に所属。慶応3年（1867年）3月に伊東らが新選組を脱退し御陵衛士を結成した際は、密命を受けて新選組に残留。6月10日の新選組の幕臣取立てに反対して御陵衛士に参加しようとするが、規定によって断られ茨木司・富川十郎・中村五郎らと共に、会津藩邸内にて切腹した。享年32。
一説では、佐野は一旦蘇生し、検死にやってきた大石鍬次郎に斬りかかったといわれる。これは、一篇の古文書に書かれていたことが拡大したものとされている。また、切腹ではなく大石ら新選組よって惨殺されたともいわれ、佐野は大石に槍で腹を刺し抜かれたが、抜打ちで大石に手傷を負わせたといわれている。
なお、佐野の懐中には辞世の句が所持してあり、「二張の弓引かましと武士（）のただ一筋に思ひ切るなり」とされる。一方で、慶応4年に発刊された辞世集には、この内容と異なる辞世であったことが書き残されているものも見つかっている。
遺骸は新選組の手によって光縁寺に葬られたが、後に鈴木三樹三郎らの手によって戒光寺に改葬された。なお、第24代内閣総理大臣加藤高明は甥（妹の子）にあたる。